# 蕭璁
蕭璁（1397年—？），字孟奎，江西吉安府泰和縣人，軍籍。明朝政治人物。進士出身。

## 生平
治易經，泰和縣學生，永樂二十一年癸卯科江西鄉試第三十九名。宣德八年（1433年）癸丑科會試第四十六名，殿試登進士第三甲第三十一名。正統元年閏六月授刑部主事，升工部營繕司署郎中事主事，丁憂服闋，景泰五年八月復除礼部祠祭司。英宗复辟，以贿赂石亨升禮部右侍郎，天順元年五月調南京吏部右侍郎，三年十二月降湖廣右參政。

## 家族
曾祖蕭斯遠。祖父蕭安泰。父亲蕭德郁，母曾氏。具慶下，弟蕭琚、蕭珂、蕭珮。